# Bhutan na Letnich Igrzyskach Olimpijskich 2016
Bhutan na Letnich Igrzyskach Olimpijskich 2016 w Rio de Janeiro reprezentowało dwóch zawodników. Był to 9. start reprezentacji Bhutanu na letnich igrzyskach olimpijskich.

## Reprezentanci

### Łucznictwo
| Zawodnik | Konkurencja           | Runda rankingowa | Runda rankingowa | 1/32                 | 1/16             | 1/8              | Ćwierćfinały     | Półfinały        | Finał            | Finał          |
| Zawodnik | Konkurencja           | Wynik            | Miejsce          | Przeciwnik Wynik     | Przeciwnik Wynik | Przeciwnik Wynik | Przeciwnik Wynik | Przeciwnik Wynik | Przeciwnik Wynik | Pozycja        |
| -------- | --------------------- | ---------------- | ---------------- | -------------------- | ---------------- | ---------------- | ---------------- | ---------------- | ---------------- | -------------- |
| Karma    | Kobiety indywidualnie | 588              | 60               | Dashidorzhieva P 3-7 | Odpadła w 1/32   | Odpadła w 1/32   | Odpadła w 1/32   | Odpadła w 1/32   | Odpadła w 1/32   | Odpadła w 1/32 |

### Strzelectwo[2]
| Zawodniczka    | Konkurencja                          | Kwalifikacje | Kwalifikacje | Finał | Finał   |
| Zawodniczka    | Konkurencja                          | Wynik        | Pozycja      | Wynik | Pozycja |
| -------------- | ------------------------------------ | ------------ | ------------ | ----- | ------- |
| Lenchu Kunzang | Karabin pneumatyczny, 10 m (kobiety) | 404,9        | 45           | -     | -       |